# プッシャーゲーム
プッシャーゲームとは、日本ではメダル落とし又はコイン落としとも呼ばれ、メダルゲームの一種として扱われるエレメカである。メダルをマシンの中に投入すると、内部にある押し板によりマシンの中に入っているメダルが押し出されて、当たり口の中に落ちたメダルを獲得する事が出来る。プッシャーゲームの内部フィールドにはあらかじめ大量のメダルが入れられている。また、往復運動を繰り返す押し板がある。この中にメダルを入れると、押し板によりメダルが大量のメダルの中に押し込まれる。その影響によりメダルが移動し、メダルが決められた当たり口へと落ちると、そのメダルはプレイヤーの元へと払い出される。当たり口は押し板と平行に（押し板の移動する方向と直角に）設置されている。また、当たり口とは直角に横穴と呼ばれる穴が設置されている。この穴に落ちたメダルは店の物となり回収される。こうしてフィールド上に積み上げられたメダルは、相互に重なりながら、押し板の運動に従って、動いている。
単純なものでは、投入したメダルのみによって、現在フィールド上に積み上がっているメダル群の均衡を崩して、当たり口へ落ち込むように仕向けるのがゲームの目的となる。店舗によっては、意図的にフィールドに積み上げられたメダルが設置されている場合もあり、この山をうまく当たり口に落とし込めば、大勝ちとなるなどのサービスも行われている。また、大部分（現在では全て）のプッシャーゲームは、「当たり」の場合に、機械的に複数枚のメダルがフィールドに投入される仕組みを備えている。現在では当たり口に直接払い出しを行う為の機構を備える機種やクレジットに直接当選したメダルを追加する機種も存在する。しかし、ゲームをやり続けると最終的には、プレーヤーは負けるようになっている。
稼働時間にもよってメダルが複雑に重なり合い「今にも落ちそうになっている」メダルが多い台もまま現れるが、これらゲーム台には振動センサーが組み込まれており、ゲーム台を蹴飛ばすなどの衝撃を与えられると、一時的に動作が止まってしまうと共に不正なゲーム台の操作としてブザーがなるように設計されている。
2010年代以降はゲームセンターの利用者層の高齢化などから、メダルが特定の口に入るとスロットが回るという、パチスロの性質を帯びたものも一般に見かけられるようになった。また、2020年代に入ると桃太郎電鉄シリーズ(『桃太郎電鉄メダルゲーム メダルゲームも定番!』)、ドラゴンクエストシリーズ(『星のドラゴンクエスト キングスプラッシュ』)、パワフルプロ野球シリーズ(『パワフルプロ野球 開幕メダルシリーズ!』)といったビッグタイトルのシリーズがメダル落としのアーケードゲームを稼働開始している。